# 從謊言開始的愛情
《從謊言開始的愛情》（日语：嘘から始まる恋）是單元電視劇，於2021年6月27日的23時00分 - 23時55分在日本電視台播放。主演爲本田翼。此劇爲2021年1月所播放的《在APP戀愛的20個條件》的後作，同樣由本田翼主演、新城毅彥所監督的愛情喜劇。講述四位說著謊的男女，交織出來的愛情喜劇。在劇集播放完畢後，在劇中沒有講述的「隱藏的謊言」、「交往之後」所編織的《從謊言開始的愛情 謊言者們的真心話編』，台灣由在線上影音平台Hulu、friDay影音緊貼日本播出。

## 角色簡介
葛西莉子（かさい りこ）〈27〉
本田翼 飾演
青森出身。因被交往了10年的男朋友所欺騙而解除婚約，對他人說謊產生陰影。為了報復正史而去東京找尋優質的男朋友。
鴨下淳之介（かもした じゅんのすけ）〈30〉
町田啟太 飾演
跨國公司工作。自稱「都市男子」。帥氣但總擺出一副很了不起的樣子，且說話刻薄。自戀者。其實是秋田出身。已辭職並準備到新加坡創業。
篠原友里（しのはら ゆり）〈22〉
山本舞香 飾演
在東京居住的莉子的堂妹。自稱人氣店員。被莉子拜託而暫住在她家。
誤會晴彥爲淳之介的公司後輩，受他的搭訕而共渡一宵。她因業績低下而被店長解僱。
泉晴彥（いずみ はるひこ）〈26〉
神尾楓珠 飾演
鴨下的後輩。在咖啡店打工的自由人。擅長搭訕的型男。給人留下好印象的性格。其實在法律系畢業，並持有律師執照。
其他人物
正史（ただし）
岩岡徹 飾演
莉子的前婚約者。欺騙交往了10年的莉子，與仙台的女子結婚而拋棄她。
但是，因仙台的女子亦欺騙正史而取消婚約。為帶莉子回青森而聯絡她。
田所（たどころ）
袴田吉彥 飾演
晴彦所認識的公司社長。在網上進行以狼人殺為名的聯誼。

## 工作人員
- 編劇 - 杉原憲明、松田沙也
- 導演 - 新城毅彦
- 總製作人 - 池田健司
- 製作人 - 植野浩之、畠山直人、岩崎広樹、森田美桜（AOI Pro.）
- 主題歌 - Da-iCE「Lights」（avex trax）
- 製作協力 - AOI Pro.
- 製作著作 - 日本電視台

## 相關作品
- 在APP戀愛的20個條件 - 2021年1月10日在日本電視劇系列所播放的單元劇。與本劇一樣由本田主演，新城毅彥所監督的愛情喜劇。

## 外部連結
- 從謊言開始的愛情 - 日本電視台
  - 『從謊言開始的愛情』【公式】的X（前Twitter）
  - 『從謊言開始的愛情』【公式】的Instagram帳戶